# Salt Bae
Nusret Gökçe (Erzurum, 9 de agosto de 1983), mais conhecido como Salt Bae, é um chef e restaurateur turco cuja técnica de preparo e tempero de carne virou meme na internet em janeiro de 2017. É dono da Nusr-Et, uma rede de steakhouses que possui mais de dez filiais na Turquia e em outros países.

## Biografia
Nusret Gökçe nasceu em Paşalı, uma vila no distrito de Şenkaya da província de Erzurum, em uma família curda. Seu pai, Faik, era um mineiro. As finanças da família o forçaram a deixar a escola na sexta série (de 11 a 12 anos) para trabalhar como aprendiz de açougueiro no distrito de Kadıköy em Istambul.

## Carreira
Gökçe visitou vários países, tais como Argentina e Estados Unidos entre 2007 e 2010, onde trabalhou em restaurantes, com a finalidade de adquirir experiência como cozinheiro e restaurador. Depois de regressar para a Turquia, Gökçe abriu o seu primeiro restaurante em Istambul em 2010. Quatro anos mais tarde, em 2014, abriu um restaurante no Dubai. Devido à popularidade dos vídeos em todo o mundo, Salt Bae expandiu seu negócio para outros países. Nos Estados Unidos, as cidades de Miami e de Nova Iorque contam com uma filial da Nusr-Et.
Gökçe tornou-se mais conhecido através de uma série de vídeos e memes que se tornaram virais nas redes sociais a partir de janeiro de 2017, que mostram a maneira como corta carne, ao jeito sensual que acaricia as costelas e à forma como salpica sal na comida.

## Recepção crítica
Apesar da fama internacional, as primeiras avaliações profissionais em 2018 de sua churrascaria em Nova York foram geralmente negativas. Steve Cuozzo, do The New York Post, chamou o restaurante de "Public Rip-off No. 1" e Joshua David Stein, escrevendo na GQ , chamou o bife de mundano e os hambúrgueres cozidos demais. Outros críticos descreveram os pratos como "muito salgados e caros", a "carne era dura com pedaços de gordura e cartilagem e muito sem sabor", e que "terminando uma refeição constitui algum tipo de vitória pessoal sobre seu próprio corpo, instintos e boca". Os revisores descreveram a experiência gastronômica como "muito cara". 
No entanto, para entretenimento, os críticos foram mais positivos. Robert Sietsema, do Eater, afirma: "Se você pretende julgar a nova filial do Nusr-Et em Nova York apenas como uma churrascaria, provavelmente ficará desapontado... Se, por outro lado, você avaliar o lugar como jantar teatral, você achará satisfatório - mas apenas se Salt Bae estiver em casa".

## Controvérsias
Em dezembro de 2017, Gökçe foi criticado por uma foto tirada em 2016 - na qual posou na frente e imitou uma foto do ex-presidente de Cuba, Fidel Castro. Em setembro de 2018, a personalidade tcheca da internet Týnuš Třešničková foi vítima de um show de incêndio fracassado na churrascaria Nusr-Et em Istambul, resultando em queimaduras em 35% da área total da superfície corporal . Vários outros convidados também sofreram queimaduras corporais menos graves. No mesmo mês, Gökçe foi criticado pelo senador norte-americano Marco Rubio e pelo conselho da cidade de Miami depois que o presidente da Venezuela, Nicolás Maduro fez uma refeição em seu restaurante em Istambul. 
Em novembro de 2019, quatro ex-funcionários de Gökçe o acusaram de receber uma parte de suas gorjetas. Eles alegaram que foram demitidos de seu restaurante em Nova York quando tentaram fazer perguntas sobre as gorjetas. Um julgamento foi marcado para investigar o problema, até que Gökçe chegou a um acordo com seus ex-funcionários e pagou a eles US$ 230 000. Explicando por que os havia demitido, ele disse: "Não fiquei satisfeito com o desempenho dos quatro funcionários... Desde que foram demitidos, eles agiram com o sentimento de 'olha o que vamos fazer com você' e apresentaram essas alegações de gorjeta."
No final de setembro de 2020, seu restaurante em Boston foi obrigado a fechar por autoridades de saúde pública vários dias após sua inauguração devido a violações dos padrões de segurança do COVID-19. Foi reaberto no início de outubro de 2020. Em outubro de 2021, Gökçe foi investigado pela mídia britânica por causa de uma conta de £ 37 000 para uma refeição em um de seus restaurantes no Reino Unido.
Em dezembro de 2022, após a final da Copa do Mundo FIFA de 2022 entre Argentina e França, Gökçe voltou a ser foco de críticas online após se juntar aos jogadores argentinos em campo pós-jogo, atrapalhando os jogadores, mordendo suas medalhas, e até manuseando o troféu, um gesto reservado para vencedores e chefes de estado. Como resultado, a FIFA lançou uma investigação sobre as ações de Gökçe durante a final.